# Condado de Logan (Ohio)

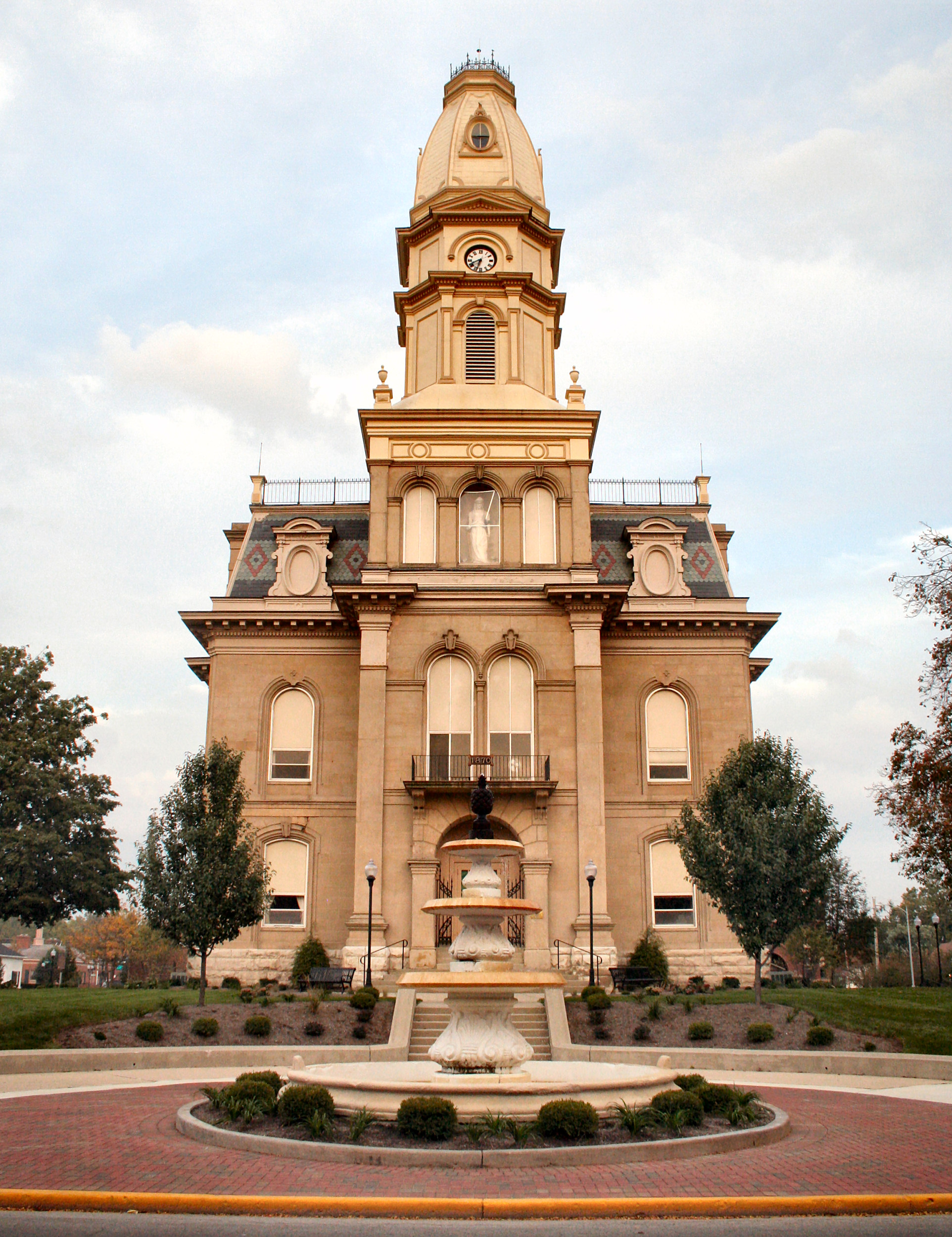
Palacio de justicia del condado de Logan en Bellefontaine, Ohio, ubicado a lo largo de la ruta estadounidense 68.

El condado de Logan es uno de los 88 condados del Estado estadounidense de Ohio. La sede del condado es Bellefontaine, y su mayor ciudad es Bellefontaine. El condado posee un área de 1.209 km² (los cuales 22 km² están cubiertos por agua), la población de 46.005 habitantes, y la densidad de población es de 39 hab/km² (según censo nacional de 2000). Este condado fue fundado en 1817.